# George de Rue Meiklejohn

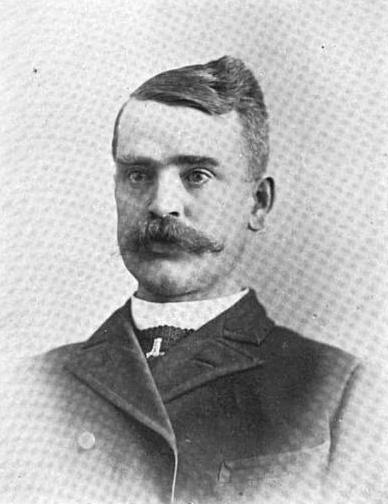
George de Rue Meiklejohn

George de Rue Meiklejohn (* 26. August 1857 in Weyauwega, Wisconsin; † 19. April 1929 in Los Angeles, Kalifornien) war ein US-amerikanischer Politiker. Zwischen 1893 und 1897 vertrat er den dritten Wahlbezirk des Bundesstaates Nebraska im US-Repräsentantenhaus.

## Werdegang
George Meiklejohn besuchte die State Normal School in Oshkosh und war danach selbst als Lehrer in Weyauwega und Liscomb (Iowa) tätig. Nach einem Jurastudium an der University of Michigan in Ann Arbor und seiner 1880 erfolgten Zulassung als Rechtsanwalt begann er in Fullerton im Nance County in Nebraska in seinem neuen Beruf zu arbeiten. Zwischen 1881 und 1884 amtierte er dort als Bezirksstaatsanwalt.
George Meiklejohn wurde Mitglied der Republikanischen Partei. Von 1884 bis 1888 gehörte er dem Senat von Nebraska an, wobei er seit 1886 dessen Präsident war. Im Jahr 1887 war er Vorsitzender des regionalen Parteitags der Republikaner in Nebraska und von 1887 bis 1888 war er Vorsitzender der Partei auf Staatsebene. Danach war er zwischen 1889 und 1891 als  Vizegouverneur von Nebraska Stellvertreter von Gouverneur John M. Thayer. 1892 wurde er im dritten Distrikt von Nebraska in das US-Repräsentantenhaus gewählt, wo er am 4. März 1893 Omer Madison Kem ablöste. Nach einer Wiederwahl im Jahr 1894 konnte er sein Mandat im Kongress bis zum 3. März 1897 ausüben. Bei den Wahlen des Jahres 1896 verzichtete Meiklejohn auf eine erneute Kandidatur.
Am 14. April 1897 wurde George Meiklejohn von Präsident William McKinley als Nachfolger von Joseph Doe zum stellvertretenden Kriegsminister ernannt. Dieses Amt bekleidete er während des Spanisch-Amerikanischen Kriegs bis zu seinem Rücktritt im März 1901. Im Jahr 1901 bewarb er sich erfolglos bei einer Nachwahl zum US-Senat für dieses Gremium. Anschließend arbeitete er in Omaha als Rechtsanwalt. 1918 zog Meiklejohn nach Los Angeles, wo er ebenfalls als Rechtsanwalt tätig wurde. Außerdem stieg er dort in das Bergbaugeschäft ein. George Meiklejohn starb 1929 in Los Angeles und wurde in Glendale beigesetzt.